# Oak Ridge (North Carolina)
Oak Ridge is een plaats (town) in de Amerikaanse staat North Carolina, en valt bestuurlijk gezien onder Guilford County.

## Demografie
Bij de volkstelling in 2000 werd het aantal inwoners vastgesteld op 3988.
In 2006 is het aantal inwoners door het United States Census Bureau geschat op 4295, een stijging van 307 (7.7%).

## Geografie
Volgens het United States Census Bureau beslaat de plaats een oppervlakte van
38,1 km², waarvan 38,0 km² land en 0,1 km² water.

## Plaatsen in de nabije omgeving
De onderstaande figuur toont nabijgelegen plaatsen in een straal van 20 km rond Oak Ridge.